# 북중정상회담
북중정상회담(北中頂上會談, 문화어: 조중수뇌상봉(朝中首腦相逢))은 조선민주주의인민공화국과 중화인민공화국 정상 사이에 개최되는 회담이다.

## 목록

### 2018년
2018년 북중정상회담(北中頂上會談)은 조선민주주의인민공화국 김정은 국무위원장과 중화인민공화국 시진핑 국가주석이 2018년 3월과 5월에 2번 만난 정상회담이다. 1차 회담은 중국의 시진핑 국가주석은 북한 김정은 국무위원장을 비공개로 초청을 했다. 김정은 북한 국무위원장은 3일간 시진핑 중국 국가주석을 정상회담을 위해 열차로 통해 중국을 방문했다. 권력을 장악한 이후 처음으로 외교 여행으로 알려졌다.
북한의 국가원수인 김정은 국무위원장은 중국의 시진핑을 만나서 정상회담을 하였다. 본 정상회담은 중국 시진핑 국가청석 의해서 개최되었으며, 방문이 종료 될때까지, 미국 및 한국의 정보 기관에서는 일정이 입수되지 못하였다. 북한과 중국의 상호 친선 및 우호를 증진 하기 위한 목적에서 정상 회담이 이루어졌다.